# Alexander Wettstein

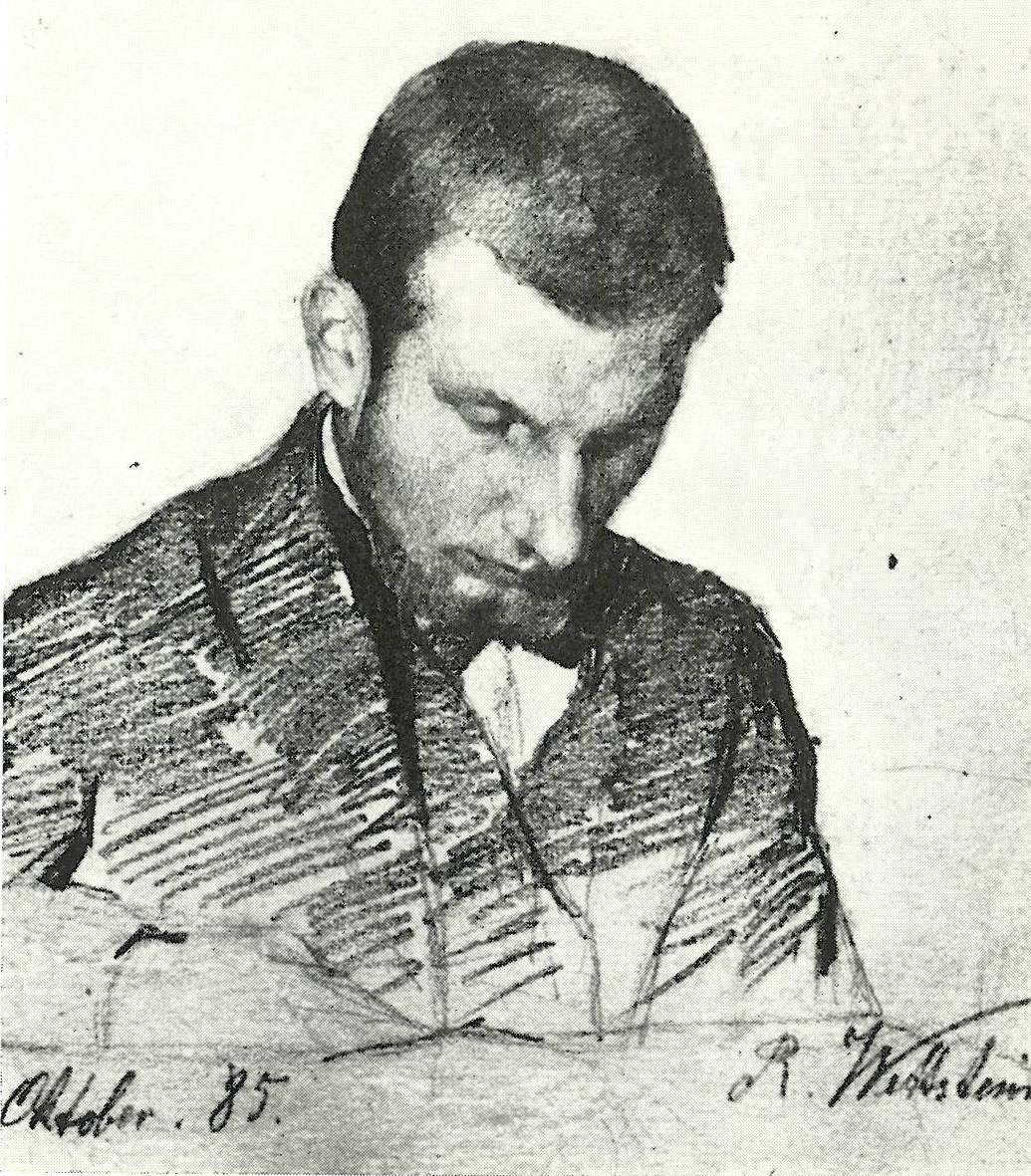
Alexander Wettstein im Alter von 25 Jahren

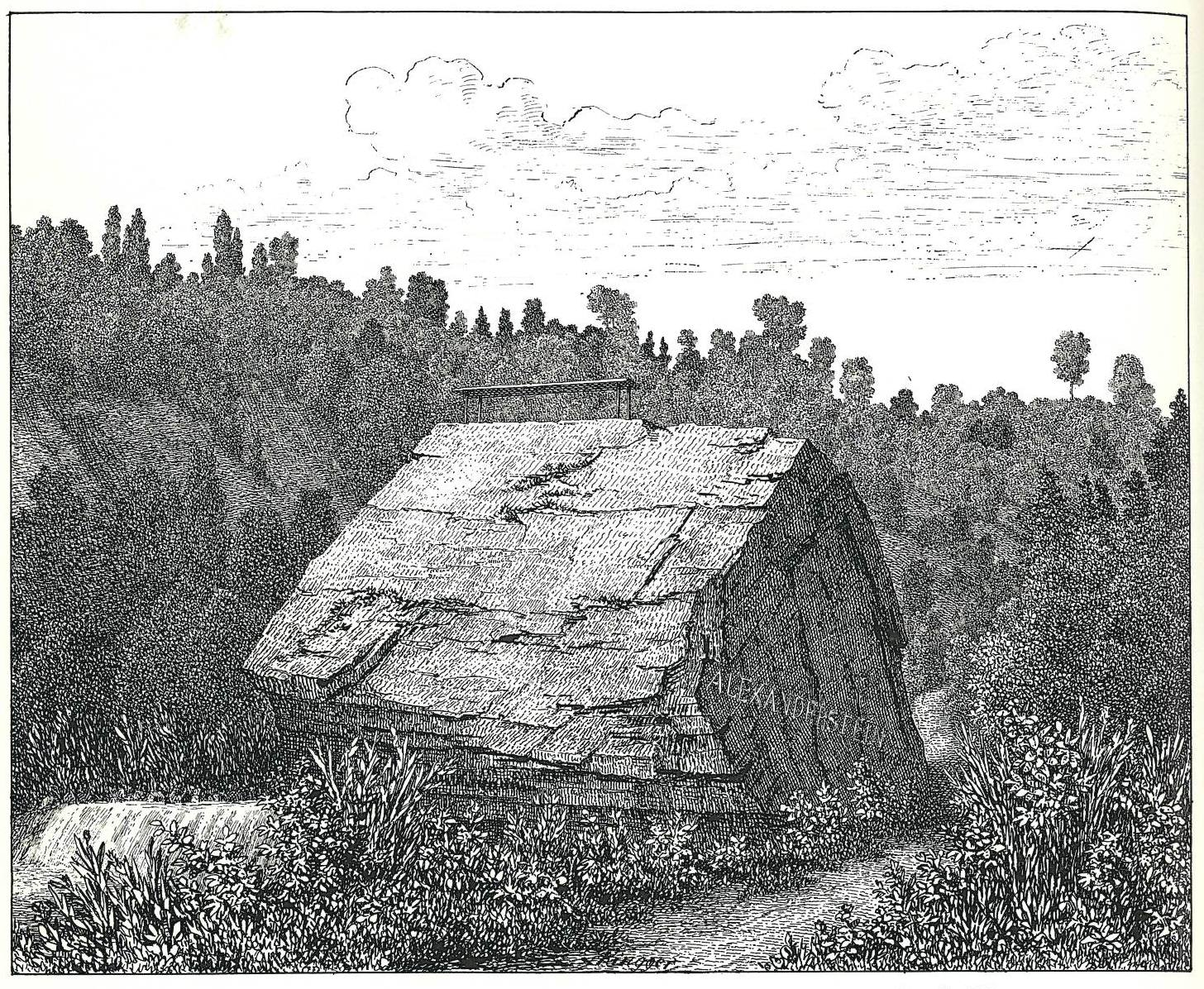
Der Alexanderstein auf einer Zeichnung von Rudolf Ringger

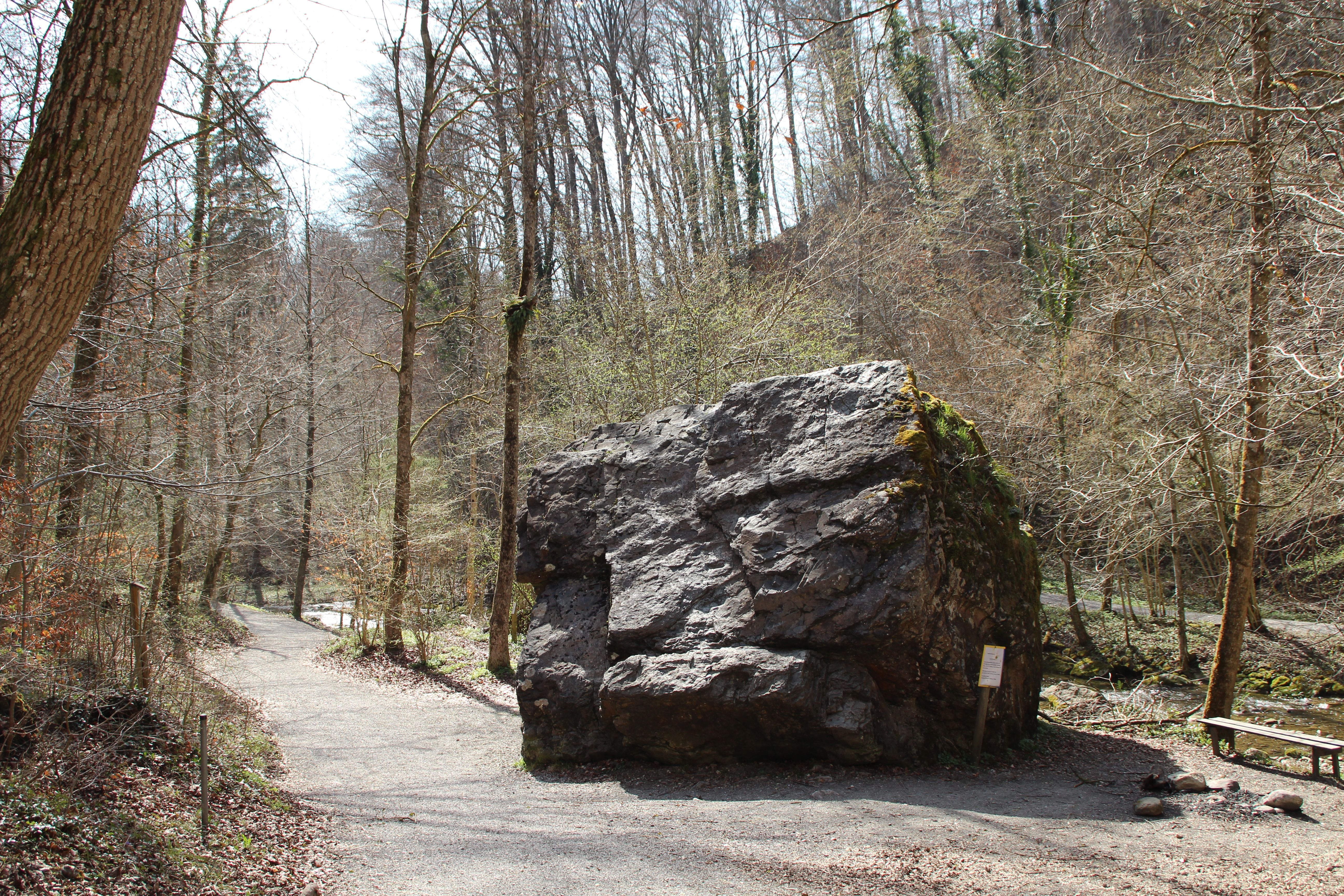
Der Alexanderstein 2013

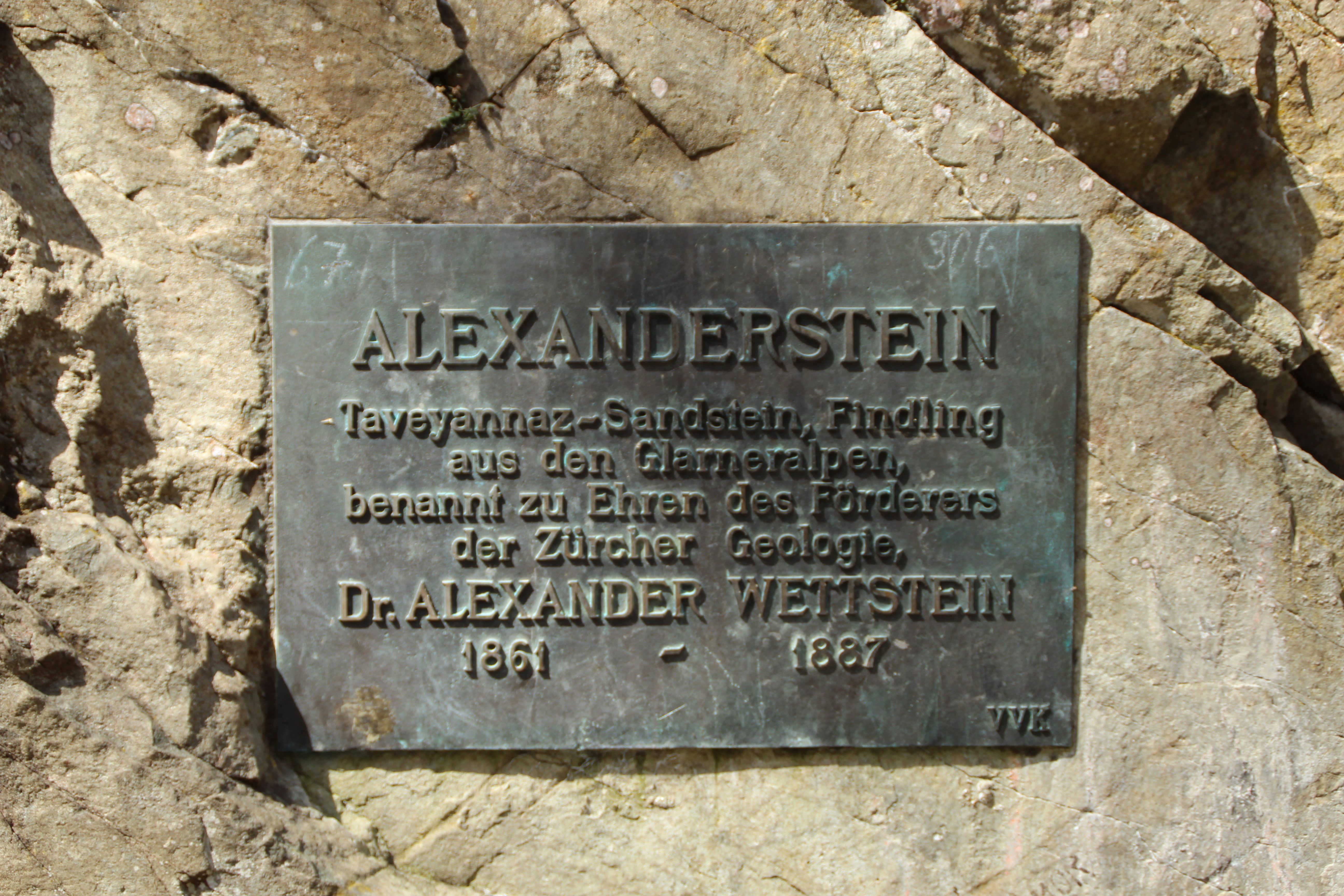
Gedenktafel

Alexander Wettstein (* 9. Dezember 1861 in Hedingen; † 15. Juli 1887 in Lauterbrunnen) war ein Schweizer Geologe.

## Leben
Alexander Wettstein war das dritte Kind des Sekundarlehrers Heinrich Wettstein aus Fällanden, der später Direktor des Seminars in Küsnacht wurde, seine Mutter war Elisabeth Wettstein, geb. Baumann. Seinen Vornamen erhielt er zu Ehren des Naturforschers Alexander von Humboldt. Die Familie mit neun Kindern, von denen drei im Kindesalter starben, wohnte im obersten Stock des Hauptgebäudes des Seminars.
Obwohl Alexander ursprünglich gerne Landwirt geworden wäre, trat er nach der Sekundarschule in das Seminar ein, um Lehrer zu werden. Wettstein war sportlich sehr aktiv, interessierte sich für Sternkunde, baute Reliefs und Apparate, erreichte Bestnoten vor allem in naturwissenschaftlichen Fächern und lernte neben Deutsch und Französisch auch Latein und Englisch. Im April 1881 erhielt er das Fähigkeitszeugnis als Primarlehrer, übernahm jedoch eine Assistenzstelle für Physik in Neuchâtel. Im Herbst 1882 begann er am  Polytechnikum in Zürich das Studium der Geologie. In seiner Dissertation an der Universität Zürich «Die Geologie von Zürich und seiner Umgebung», die 1885 mit einer geologischen Karte bei J. Wurster & Comp. in Zürich erschien, befasste er sich auch mit den geologischen Besonderheiten des Küsnachter Tobels. Über ein Jahr lang widmete er sich in München mineralogischen und paläontologischen Studien. Mehrere Studienreisen, oft in Begleitung seines früheren Lehrers Albert Heim, führten ihn ins Ausland.
Alexander Wettstein arbeitete an mehreren wissenschaftlichen Projekten: unter anderem an der Nachbearbeitung und Dokumentation der Glarner Fischfossilien und der Erstellung der ersten geologischen Karte des Kantons Zürich. 1987 wurde davon eine Faksimile-Ausgabe herausgegeben.

## Tod
Alexander Wettstein kam im Alter von 25 Jahren bei einem Bergunglück ums Leben. Zusammen mit seinem älteren Bruder Heinrich, den Lehrern Wilhelm Bär, Gottfried Kuhn, Karl Ziegler und dem Apotheker Gustav Bider bestieg er am 14. Juli 1887 die Jungfrau, nicht zuletzt, um die Wirkung von Blitzeinschlägen in den Felsen zu studieren.
Alle sechs waren gute Bergsteiger und Alexander, erfahrenes Mitglied des SAC, leitete die Expedition. Die Gruppe wollte von der Rottalhütte aus über die im Vorjahr erstmals begangene und im Jahrbuch des SAC beschriebene Route über den Südwestgrat zum Gipfel gelangen, anschliessend zum Rottalsattel absteigen und dann in der Konkordiahütte übernachten. Trotz eines Wetterumschwungs erreichte die Gruppe den Gipfel. Nach einem Biwak unterhalb des Gipfels kamen die Bergsteiger am nächsten Morgen bei Sturm, Nebel und Schneetreiben vom Weg ab und stürzten in den Tod.
Sechs Tage nach dem Aufbruch fand man ihre Leichen, noch durch das Seil verbunden, bei der sogenannten Kelle am Südfuss der Jungfrauspitze. Am 25. Juli folgten auf dem Friedhof Realp mehr als 2000 Personen den Särgen der fünf aus Zürich stammenden Bergsteiger.

## Alexanderstein
Zusammen mit den beiden Seminarlehrern Naef und Pfenninger war Alexander Wettstein einer der Mitbegründer der Küsnachter Bergfreunde-Vereinigung «Wulponia». Auf Anregung der Mitglieder wurde der Findling im unteren Teil des Küsnachter Tobels, der bisher seiner Form wegen Wöschhüsli-Stei (Waschhäuschen-Stein) genannt wurde, in Alexanderstein umbenannt. 1966 wurde eine Gedenktafel angebracht: Alexanderstein – Taveyannaz-Sandstein, Findling aus den Glarner Alpen, genannt zu Ehren des Förderers der Zürcher Geologie: Dr. Alexander Wettstein, 1861 – 1887.